# 正塚晴彦
正塚 晴彦（まさつか はるひこ、1952年 - ）は、宝塚歌劇団所属の演出家。大阪市出身。

## 略歴
日本大学芸術学部演劇学科卒業後、1976年、宝塚歌劇団に演出助手として就職。
1981年宝塚バウホール公演『暁のロンバルディア』で演出家デビュー。
1985年『テンダー・グリーン』で宝塚大劇場デビュー。
2004年の『BOXMAN』では、コンビ・和央ようか&花總まりが第29回菊田一夫演劇賞を受賞。
2019年、よしもとライターズアカデミーウエスト（現・よしもとクリエイティブアカデミー）の講師に就任。

## 宝塚歌劇団での舞台作品

### 大劇場公演
- ミュージカル『テンダー・グリーン』（1985年 花組 主演：高汐巴）＊大劇場デビュー作
- ミュージカル・プレイ『ロマノフの宝石』（1989年 花組 主演：大浦みずき）[6]
- グランド・ロマン『銀の狼』（1991年 月組 主演：涼風真世）
- サスペンス・コメディ『メランコリック・ジゴロ -あぶない相続人-』（1993年 花組 主演：安寿ミラ）
- ミュージカル・ロマン『ブラック・ジャック 危険な賭け』（1994年 花組 主演：安寿ミラ）
- ミュージカル『ハードボイルド・エッグ』（1995年 月組 主演：天海祐希）
- ミュージカル・ロマン『二人だけが悪 -男には秘密があった そして女には…-』（1996年 星組 主演：麻路さき）
- ミュージカル・ロマン『バロンの末裔』（1996年 - 1997年 月組 主演：久世星佳）
- ミュージカル『WEST SIDE STORY』（1998年 月組 主演：真琴つばさ / 1999年 星組 主演：稔幸）＊演出補
- ショー『デパートメント・ストア』（2000年 雪組 主演：轟悠）
- ミュージカル・ロマン『追憶のバルセロナ』（2002年 雪組 主演：絵麻緒ゆう）
- ミュージカル・プレイ『Romance de Paris』（2003年 雪組 主演：朝海ひかる）[7]
- ミュージカル・ロマン『La Esperanza-いつか叶う-』（2004年 花組 主演：春野寿美礼）
- ミュージカル『ホテル ステラマリス』（2005年 宙組 主演：和央ようか）[8]
- ミュージカル『愛するには短すぎる』（2006年 星組 主演：湖月わたる）
- ミュージカル『マジシャンの憂鬱』（2007年 月組 主演：瀬奈じゅん）
- ミュージカル『マリポーサの花』（2008年 雪組 主演：水夏希）
- ミュージカル・ロマン『薔薇に降る雨』（2009年 宙組 主演：大和悠河）
- ミュージカル・ロマン『ラスト・プレイ‐祈りのように-』（2009年 月組 主演：瀬奈じゅん）
- ミュージカル『ロジェ』（2010年 雪組 主演：水夏希）
- ミュージカル・プレイ『ダンサ セレナータ』（2012年 星組 主演：柚希礼音）
- ミュージカル『ルパン －ARSÈNE LUPIN－』（2013年 月組 主演：龍真咲）
- ミュージカル・ロマン『私立探偵ケイレブ・ハント』（2016年 雪組 主演：早霧せいな）[9]
- ミュージカル・ロマン『Eternal Voice 消え残る想い』（2024年 月組 主演：月城かなと）[10]

### その他の劇場の作品
- バウ・ロマン『暁のロンバルディア(ロンバルディア)』（1981年 星組 宝塚バウホール 主演：峰さを理 / 雪組 宝塚バウホール）＊演出家デビュー作
- バウ・ロマン『イブにスローダンスを』（1982年 花組 宝塚バウホール 主演：平みち）
- バウ・ロマン『アンダーライン』（1983年 花組 宝塚バウホール 主演：大浦みずき）
- バウ・ミュージカル『オクラホマ!』（1984年 花組 宝塚バウホール 主演：大浦みずき）＊脚色・演出
- バウ・ミュージカル『パペット』（1986年 星組 宝塚バウホール 主演：三城礼）
- バウ・アドベンチャーロマン『BLUFF－復讐のシナリオ－』（1990年・1992年 月組 宝塚バウホール・日本青年館 主演：久世星佳）
- バウ・ミュージカル『二人だけの戦場』（1994年 雪組 宝塚バウホール、日本青年館・愛知厚生年金会館 主演：一路真輝）
- バウ・ミュージカル『WANTED』（1994年 月組 宝塚バウホール、日本青年館 主演：久世星佳）
- バウ・ロマン『LAST DANCE』（1995年 花組 宝塚バウホール、日本青年館 主演：安寿ミラ）
- バウ・ミュージカル『FAKE LOVE』（1997年 月組 宝塚バウホール、日本青年館、愛知厚生年金会館 主演：姿月あさと）
- 『ブエノスアイレスの風』（1998年・1999年 月組 シアタードラマシティ・神戸国際会館こくさいホール、日本青年館 主演：紫吹淳）
- 『Crossroad』（1999年 宙組 シアタードラマシティ、日本青年館 主演：和央ようか）
- バウ・ミュージカル『SAY IT AGAIN-「ヴェローナの二紳士」より-』（1999年 雪組 宝塚バウホール 主演：成瀬こうき、朝海ひかる）
- 『Love Insurance』（2000年 星組 シアタードラマシティ、赤坂ACTシアター 主演：稔幸）
- 『Practical Joke』（2001年 月組 シアタードラマシティ、赤坂ACTシアター 主演：真琴つばさ）
- 『カナリア』（2001年 花組 シアタードラマシティ、日本青年館 主演：匠ひびき）
- 『BOXMAN』（2004年 宙組 シアタードラマシティ、日本青年館 主演：和央ようか）
- バウ・ミュージカル『BourbonStreet Blues』（2005年 月組 宝塚バウホール 主演：月船さらら・北翔海莉）
- グランド・ロマン『銀の狼』（2005年 雪組 全国ツアー 主演：朝海ひかる）
- バウ・ミュージカル『スカウト』（2006年 花組 宝塚バウホール 主演：蘭寿とむ）
- サスペンス・コメディ『メランコリック・ジゴロ－あぶない相続人－』（2008年・2010年 花組 中日劇場・全国ツアー 主演：真飛聖）
- 『ブエノスアイレスの風』（2008年 星組 宝塚バウホール、日本青年館 主演：柚希礼音）
- 『はじめて愛した』（2010年 雪組 シアタードラマシティ、日本青年館 主演：音月桂）
- ミュージカル『愛するには短すぎる』（2011年 星組 中日劇場 主演：柚希礼音 / 2012年 月組 全国ツアー 主演：龍真咲）
- 『カナリア』（2011年 花組 シアタードラマシティ、日本青年館 主演：壮一帆）
- 『ブラック・ジャック 許されざる者への挽歌』（2013年 雪組 シアタードラマシティ、日本青年館 主演：未涼亜希）
- 『THE KINGDOM』（2014年 月組 日本青年館、シアタードラマシティ 主演：凪七瑠海、美弥るりか）
- ミュージカル『スターダム』（2015年 花組 宝塚バウホール 主演：鳳月杏）
- サスペンス・コメディ『メランコリック・ジゴロ－あぶない相続人－』（2015年 宙組 全国ツアー 主演：朝夏まなと）
- 『パーシャルタイムトラベル 時空の果てに』（2017年 宙組 宝塚バウホール 主演：桜木みなと）[11]
- 『デビュタント』（2018年 星組 宝塚バウホール 主演：瀬央ゆりあ）[12]
- サスペンス・コメディ『メランコリック・ジゴロ－あぶない相続人－』（2018年 花組 全国ツアー 主演：柚香光）
- ミュージカル・ロマン『追憶のバルセロナ』（2019年 宙組 全国ツアー 主演：真風涼帆）
- ミュージカル・ロマン『バロンの末裔』（2021年 宙組 全国ツアー 主演：真風涼帆）
- 『ブエノスアイレスの風』（2022年 月組 日本青年館、シアタードラマシティ 主演：暁千星）
- ミュージカル・ロマン『ブラック・ジャック 危険な賭け』（2022年 月組 全国ツアー 主演：月城かなと）
- ミュージカル・ロマン『二人だけの戦場』（2023年 花組 梅田芸術劇場メインホール、東京建物 Brillia HALL 主演：柚香光）[13]
- ミュージカル『愛するには短すぎる』（2023年 雪組 全国ツアー 主演：彩風咲奈）[14]
- アドベンチャーロマン『BLUFF－復讐のシナリオ－』（2024年 月組 東京芸術劇場プレイハウス・宝塚バウホール 主演：風間柚乃）[15]＊予定

### コンサート
- 峰さを理リサイタル『WHATS THE TITLE…！』（1987年 星組 簡易保険ホール・宝塚バウホール）

### 演出のみ
- バウ・ショー『榛名由梨ゴールデン・タイムII』（1985年 花組 宝塚バウホール）
- ミュージカル・ロマン『琥珀色の雨にぬれて』（2002年 花組 宝塚大劇場、東京宝塚劇場 主演：匠ひびき）[16]
- ミュージカル・ロマン『琥珀色の雨にぬれて』（2012年 星組 全国ツアー 主演：柚希礼音）
- ミュージカル・ロマン『琥珀色の雨にぬれて』（2017年 雪組 全国ツアー 主演：望海風斗）

### ディナーショー
- 麻路さきディナーショー『Now's The Season』（1996年 ホテル阪急インターナショナル、パレスホテル）
- 稔幸ディナーショー『Velvet Rose』（1999年 ホテル阪急インターナショナル、パレスホテル、呉阪急ホテル）
- 伊織直加ディナーショー『TABLOID』（2001年 宝塚ホテル、東京會舘）
- 朝宮真由ディナーショー『Gypsy Night』（2001年 新阪急ホテル、第一ホテル東京）
- 成瀬こうきディナーショー『SMILE』（2002年 ホテルグランドパレス、宝塚ホテル）
- 春野寿美礼ディナーショー『S [es]』（2002年 ホテル阪急インターナショナル、ホテルグランドパレス）
- 紫吹淳ディナーショー『RIKA』（2003年 ホテル阪急インターナショナル、パレスホテル）

### 新人公演の演出（2007年以降）
- 2007年 月組『マジシャンの憂鬱』[17]
- 2009年 月組『ラスト・プレイ』[18]

## 宝塚歌劇団以外での作品
- 1992年 TSダンスファンデーション『ショーUP! シャーUP! Vol.4』 脚本協力
- 1994年 TSミュージカルファンデーション『YESTERDAY IS…HERE』脚本
- 2002年 フジテレビ『愛と青春の宝塚～恋よりも生命よりも～』舞台構成演出
- 2003年 NHK朝の連続テレビ小説『てるてる家族』舞台構成演出（ヒロインの卒業公演シーン）
- 2005年 TSミュージカルファンデーション『original musical タック』原作
- 2007年 『PRIMARY COLORS』（主演：朝海ひかる）
- 2010年 ブロードウェイ・ミュージカル『ファニー・ガール』（主演：春野寿美礼）